# Anton Malej
Anton Malej   (Savica, 16 de gener de 1908 - Luxemburg, 15 de juliol de 1930) va ser un gimnasta artístic eslovè que va competir sota bandera iugoslava durant la dècada de 1920.
Malej formava part del moviment gimnàstic sokol. El 1928 va prendre part en els Jocs Olímpics d'Amsterdam, on disputà les set proves del programa de gimnàstica. Guanyà la medalla de bronze en la competició del concurs complet per equips, mentre en les altres sis proves finalitzà en posicions més edarrerides.
El 1930 fou convocat per disputar el Campionat del Món de gimnàstica artística a Luxemburg. El primer dia de la competició va acabar tràgicament per a l'equip: Leon Štukelj quedà ferit en finalitzar la seva rutina a la barra fixa, i Malej quedà greument ferit a la columna vertebral mentre acabava la rutina de les anelles. Štukelj es va recuperar ràpidament, però les lesions que Malej tenia van ser mortals. Va morir a l'hospital de Luxemburg el 15 de juliol de 1930. El company de Malej, Antosiewicz, va culpar els accidents a uns preparatius defectuosos: per culpa de la pluja, la competició es va traslladar d'un estadi a un gimnàs cobert d'una escola propera. Després es va dur a terme una investigació i va determinar que les catifes de l'escola eren massa fines.